# I. Mihály román király
I. Mihály (románul Mihai I al României, Szinaja, 1921. október 25. – Aubonne, 2017. december 5.) II. Károly román király és Ilona görög és dán királyi hercegnő fia, I. Ferdinánd román király unokája, Románia királya 1927-től 1930-ig, valamint 1940-től 1947-ig.

## Az 1930-as évek, Antonescu érájában
Szinaja városában született 1921-ben. Már hatévesen ő volt hivatalosan az ország uralkodója azt követően, hogy nagyapja, I. Ferdinánd meghalt, apja, Károly herceg pedig lemondott a román trónról, és elhagyta az országot. Mivel 1927-ben még kiskorú volt, helyette régensek uralkodtak.
A parlament – régensi rendszerrel szembeni – elégedetlenkedése miatt, II. Károly 1930-ban visszatért az országba és felváltotta Mihályt a trónon, ugyanakkor őt tette meg a trón első számú várományosának és kinevezte Gyulafehérvár nagyvajdájának. 1940-ben Ion Antonescu puccsot hajtott végre, az új kormány pedig a 18 éves Mihályt ültette a trónra a parlament beleegyezése nélkül. Az új király hatalma nagyon korlátozott volt, bár hivatalosan rangok és titulusok sorát birtokolta, az ország irányítását a fasiszta pártvezér, Ion Antonescu gyakorolta.

## A kiugrás
1944-ben, miközben a szovjet csapatok megközelítették a román határt, Mihály egyre szorosabb kapcsolatokat kezdett ápolni a szövetséges hatalmakkal, olyannyira hogy 1944. augusztus 23-án visszavette a hatalmat, Antonescut letartóztatta, és a román kommunistáknak kiszolgáltatta, akik 1944. szeptember 1-jén átadták a szovjeteknek. Ezt követően egy rádióadásban tudatta a román néppel, hogy az ország a szövetségesek oldalára állt át, fegyverszünetet kötve velük és hivatalosan is hadba lépett Németország ellen. De a szovjet csapatok ennek ellenére hamarosan megszállták az országot, kb. 130 000 románt (főleg katonákat) letartóztattak, és szibériai lágerekbe deportáltak, ahonnan csak töredékük tudott hazatérni. Szeptember 12-én hivatalosan is megkötötték az egyezséget a szövetséges hatalmakkal, de ez sem tudta megakadályozni az ország megszállását, sokan emiatt az egészet kapitulációnak fogták fel. A hivatalos álláspont szerint ugyanakkor mintegy hat hónappal rövidült meg ezzel a háború, és a király százezrek életét mentette meg. A második világháborút követően, mind az amerikai Harry S. Trumantól, mind a szovjet Sztálintól kitüntetéseket kapott a kiugrásért. Az egyik legnagyobb szovjet elismerést a Győzelem-rendet 1945. július 6-án kapta meg.

## Uralkodása a kommunizmus éveiben
1945. március 6-án szovjet nyomásra engedélyt adott a Román Kommunista Pártnak új kormány alakítására, és kinevezte miniszterelnökké Petru Grozát. A kommunista uralom alatt a király kezében valódi hatalom megint csak nem összpontosult.
1945 augusztusa és 1946 januárja között a király megpróbálta ellehetetleníteni a kommunistákat, egyszerűen nem írta alá a parlamenti határozatokat, és így azok nem léphettek érvénybe – ezt az időszakot nevezik „királyi sztrájknak” –, de ezzel felhagyott szovjet, brit és amerikai nyomásra.

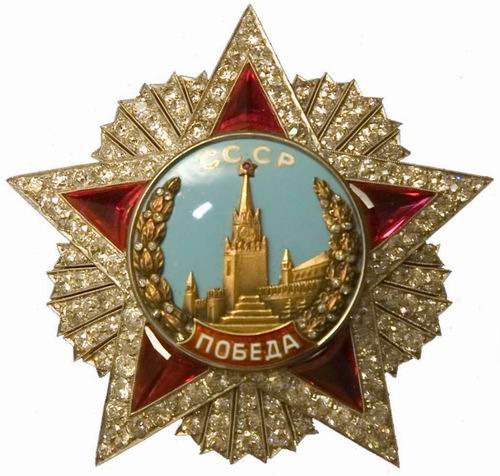
Győzelem-rend kitüntetése

## Trónfosztás
1947 novemberében Londonba utazott egy dinasztikus esküvőre, ahol megismerkedett későbbi feleségével, Anna Bourbon–parmai hercegnővel. Mihály nem akart visszatérni Romániába, de a nyugati vezetők biztatására végül megtette.
Hazatérését követően azonban nem sokkal, 1947. december 30-án a román kommunisták felszólították a trón elhagyására, és kihirdették a királyság megszűnését és a népköztársaság létrejöttét. Néhány nap múlva le is mondott, és 1948. január 3-án a királyi család számos tagjával együtt kiutasították az országból. Még abban az évben megfosztották állampolgárságától is.

## A trónvesztést követően
1948 júniusában vette feleségül Anna de Bourbon-Parma hercegnőt, akitől öt lánya született:
- Margit hercegnő (1949)
- Ilona hercegnő (1950)
- Irén hercegnő (1953)
- Zsófia hercegnő (1957)
- Mária hercegnő (1964)

Az immár korona és ország nélküli uralkodó – aki Viktória királynő egyenesági leszármazottja és II. Erzsébet harmadfokú unokatestvére – feleségével egy ideig Angliában élt, később pedig Svájcban, Versoix-ban telepedett le és dolgozott pilótaként.
1992-ben, húsvétkor, három évvel a kommunisták bukását követően az akkori kormány engedélyezte visszatértét az országba. Bukarestben körülbelül egymilliós tömeg gyűlt össze a fogadására. A hatalmas szimpátia, amely a királyt övezte, megrémítette Ion Iliescu államfőt és a szocialista kormányt, ezért rendeletben tiltották meg neki, hogy az elkövetkező években újra az ország földjére lépjen. 1997-ben – a szocialisták bukását követően – az új kormány, Emil Constantinescu vezetésével visszaadta neki a román állampolgárságot és engedélyezték számára a beutazását az országba. Ha birtokait nem is, de egykori vadászkastélyát visszaszerezte, és élete végéig használhatja a bukaresti Erzsébet-palotát. 2008. április 8-án a Román Akadémia megválasztotta tiszteletbeli tagjává.
2007 decemberében – annak ellenére, hogy az 1923-as alkotmány csak férfiágon engedélyezi a trón öröklését – legidősebb lányát, Margitot jelölte ki utódjául, 2016 márciusában pedig – miután súlyos betegségére hivatkozva bejelentette, hogy „visszavonul a közélettől” – felhatalmazta, hogy a „korona őreként” képviselje a román királyi családot.
2012-ben került nyilvánosságra, hogy több mint 700 Gorj megyei cigány hét évvel korábban kártérítési pert indított I. Mihály exkirály ellen. Az ottani romaszervezet elnöke, Mihai Toma az Emberi Jogok Európai Bíróságához fordult, társaival együtt 50 milliárd régi lejes kártalanítást követelve az exkirálytól, mondván, hogy Mihály király volt az, aki államfőként személyesen ellenjegyezte a cigány lakosságnak a Transznisztriai kormányzóságba történő második világháborús deportálását, ami alatt több tízezren vesztették vagyonukat és életüket. Toma azt állítja, hogy birtokában van a király által ellenjegyzett deportálási parancs, amely egy romániai levéltárból került elő. Azért külföldön adták be a keresetet, mert a román bíróság megfizethetetlenül magas, 3 milliárd lejes illetéket szabott ki a felperesekre. Az ügyben az illetékes európai bíróság az exkirály haláláig nem hozott ítéletet, akkor pedig érdekmúlás címén az eljárást megszüntették.
A perindítás sajtóvisszhangja Romániában viszonylag gyorsan elült, az exkirályt nem vonták büntetőjogi felelősségre sem a deportálások elrendelése, népirtás, háborús-, illetve emberiség elleni bűncselekmények feltételezett vádjával.

## Emlékkoncert
I. Mihály király 2017. december 5-én bekövetkezett halála alkalmából a
német karmester Matthias Manasi 2017. december 8-án a Román Rádió Zenekarával és a Román Rádió Akadémiai Kórusával emlékkoncertet adott a Román Rádió bukaresti koncerttermében, a Sala Radio-ban, amelyet élőben közvetítettek.
Manasi vezényelte Gabriel Fauré Requiemjét, szólisták Veronica Anușca és Ștefan Ignat szólisták közreműködésével, valamint Ludwig van Beethoven, Ernest Chausson és Jules Massenet műveit, szólista volt Alexandru Tomescu román hegedűművész.

## Galéria

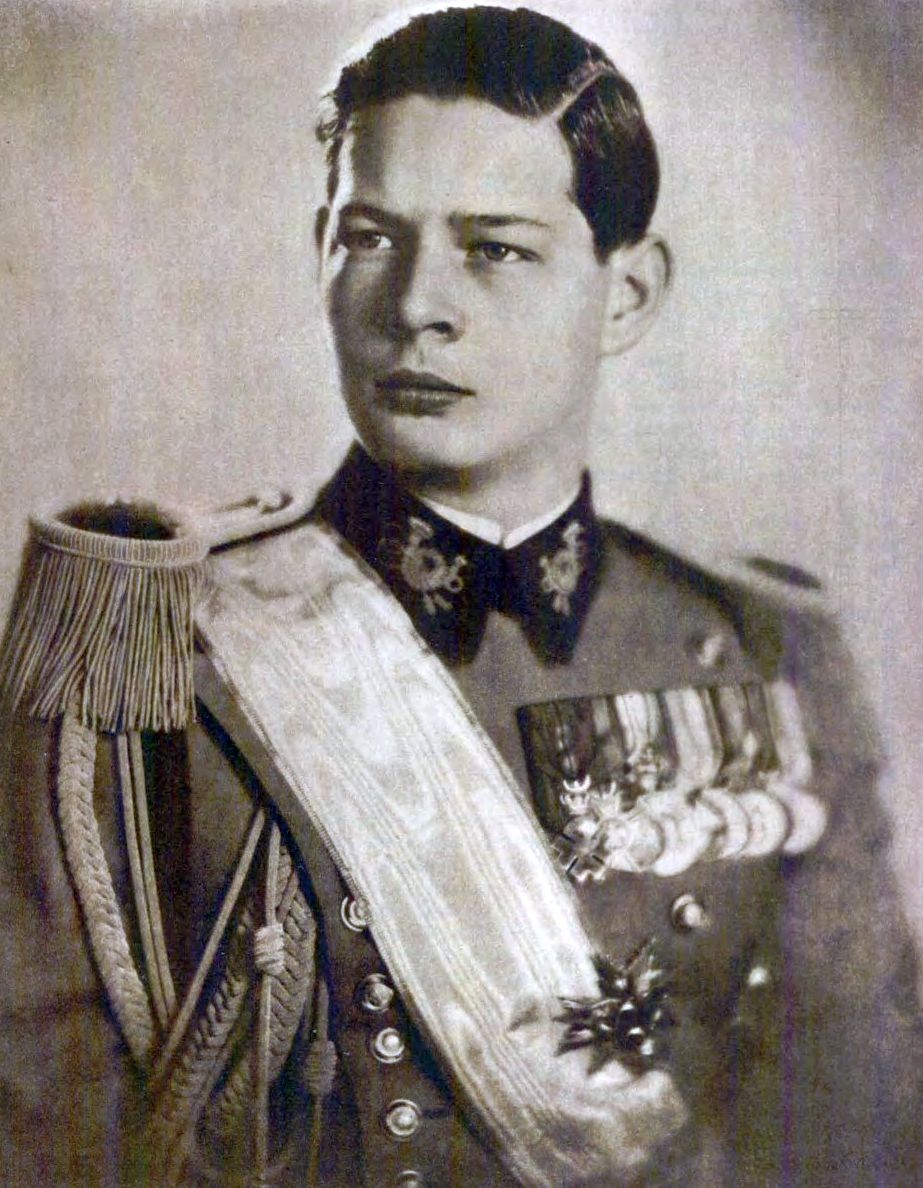
Mihály trónörökös 1938-ban.
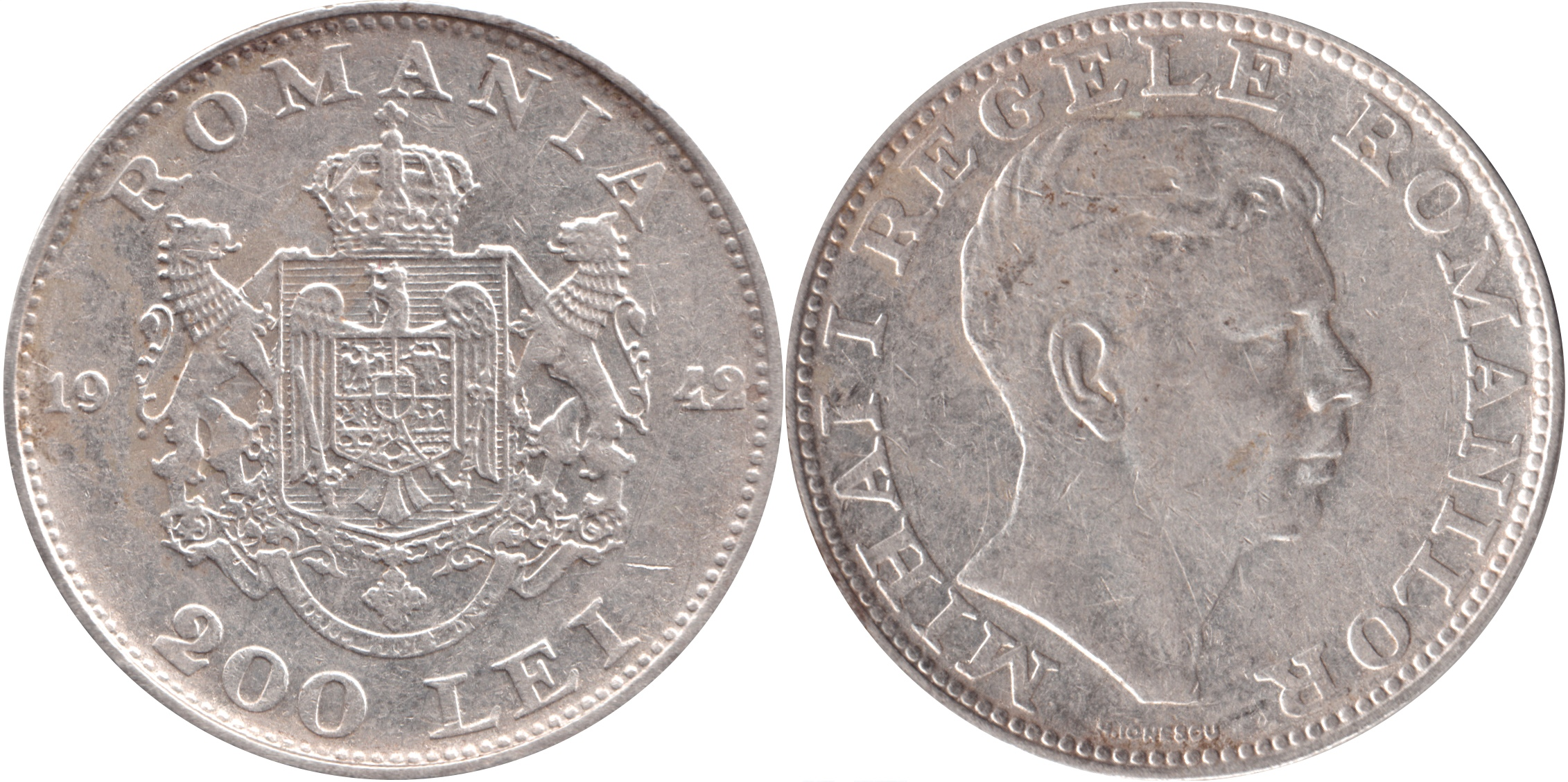
I. Mihály román király 1942-es 200 lejes ezüstérmén.
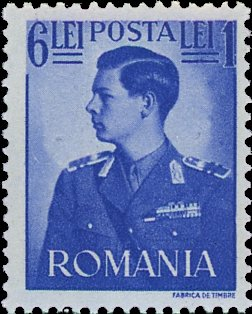
I. Mihály román király 1940-es, 7 lejes postabélyegen.
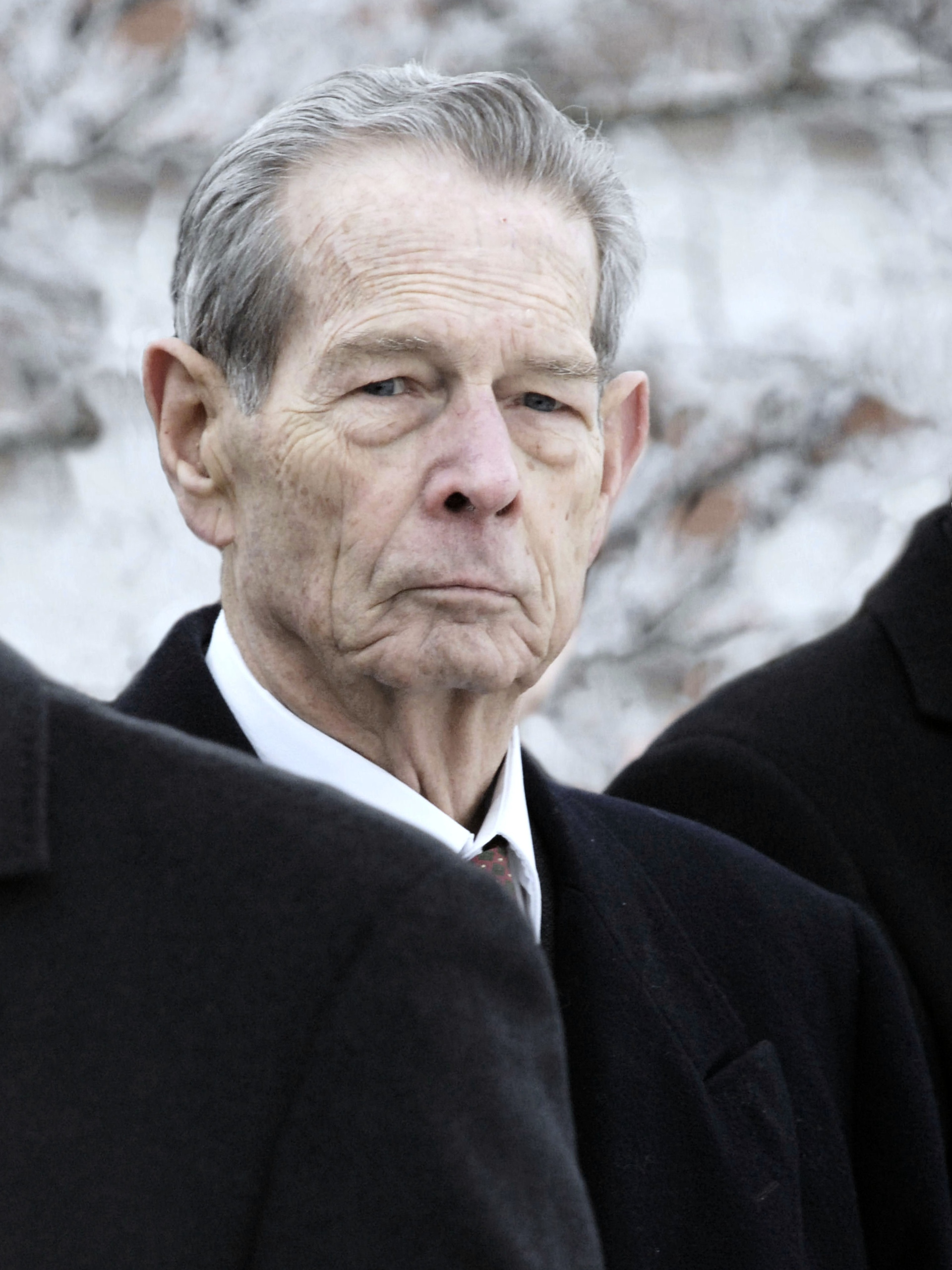
Mihály román exkirály Gyulafehérváron, 2007-ben.